# Escudo de Medellín (España)
El escudo de armas de Medellín es el emblema heráldico que identifica al municipio de  Medellín de la provincia de Badajoz (comunidad autónoma de Extremadura). El emblema es descrito por el siguiente blasón: 

Escudo cuartelado. Primero, de plata, puente de gules de tres arcos sobre ondas de azur y plata sumado de torre de gules, almenada y aclarada del campo, ambos mazonados. Segundo, de gules, castillo de tres torres de oro y aclarado de azur. Tercero, jaquelado de quince piezas de azur y oro. Cuarto, de plata, águila bicéfala explayada de sable. Al timbre, Corona Real cerrada.

Este blasón fue adoptado oficialmente y aprobado por la Junta de Extremadura por Orden de 16 de septiembre de 1992, "por la que se aprueba el Escudo Heráldico y Bandera Municipal, para el Ayuntamiento de Medellín"
El primer cuartel es alusivo al puente romano del municipio; el segundo, al castillo donde residían los condes de Medellín; el tercero, a la Casa de Portocarrero; y el cuarto, a Hernán Cortés, medellinense.
Este blasón vino a sustituir, coincidiendo con las celebraciones del quinto centenario del descubrimiento de América de 1992, el anterior escudo ya descrito en el Nobiliario de los reinos y señorios de España de Francisco Pifererr, publicado en 1860, y cuyo blasón era el siguiente:

En campo de azur, sobre ondas de azur y plata, un puente de plata, defendido de dos torres del mismo metal, en sus extremos, mazonado de sable y sumado una imagen de la Virgen.